# 古皮耶尔
古皮耶尔（法語：Goupillières，法語發音：[ɡupijɛʁ] ⓘ）是法国伊夫林省的一个市镇，属于朗布依埃区。

## 地理
古皮耶尔（48°52'47"N, 1°45'54"E）面积5.63 平方千米，位于法国法蘭西島大區伊夫林省，该省份为法国北部内陆省份，北起瓦兹河谷省，西接厄尔省，西南接厄尔-卢瓦省，东南接埃松省，东临上塞纳省。
与古皮耶尔接壤的市镇（或旧市镇、城区）包括：瑞莫维尔、昂德吕、弗莱克桑维尔、圣马丹德尚、图瓦里、维利耶勒马约。

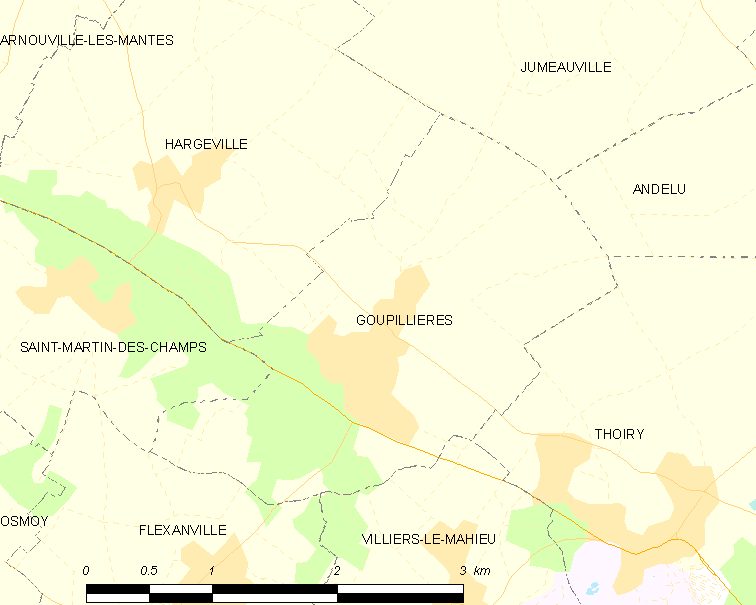
古皮耶尔的OSM定位图

古皮耶尔的时区为UTC+01:00、UTC+02:00（夏令时）。

## 行政
古皮耶尔的邮政编码为78770，INSEE市镇编码为78278。

## 政治
古皮耶尔所属的省级选区为欧贝让维尔县。

## 人口

1962-2008年间古皮耶尔人口变化图示

古皮耶尔于2022年1月1日时的人口数量为568人。